# 広川ビーチ駅
広川ビーチ駅（ひろかわビーチえき）は、和歌山県有田郡広川町大字山本にある、西日本旅客鉄道（JR西日本）紀勢本線（きのくに線）の駅。駅名に「ビーチ」がつくものの、駅の近くに砂浜は存在しない。
広川町にある唯一の駅であるが、広川町の中心部は湯浅駅が近い。ちなみに、所在地である広川町の読みは「ひろがわ」であり駅名と異なる。当駅が開業した際の同町の読みは「ひろかわ」であった。

## 歴史
2023年12月現在、紀勢本線では最も新しい駅である。広川町で初めての鉄道駅として設置された。単線時代、信号場であった南広信号場の名残。

### 年表
- 1993年（平成5年）3月14日：西日本旅客鉄道（JR西日本）紀勢本線の紀伊由良駅と湯浅駅の間に新設[2][3]。
- 2020年（令和2年）3月14日：ICカード「ICOCA」の利用が可能となる[4]。

## 駅構造
相対式ホーム2面2線を有する地上駅。分岐器や絶対信号機を持たないため、停留所に分類される。2つのホームは跨線橋で連絡している。ただしこの跨線橋は鉄道施設としてのそれではなく、ホーム外側間をむすぶ町道である。跨線橋付近に、自動券売機が設置されている。
駅舎はないが駅の脇に観光物産センター「ふれあい館」がある。紀伊田辺駅管理の無人駅である。

### のりば
| のりば | 路線       | 行先               |
| ------ | ---------- | ------------------ |
| 1      | きのくに線 | 和歌山・天王寺方面 |
| 2      | きのくに線 | 御坊・新宮方面     |

- 上表の路線名は旅客案内上の名称（愛称）で表記している。

## 利用状況
近年の1日平均乗車人員は以下の通り。紀勢本線自体の利用者が減少傾向にある中で、例外があるものの当駅の利用者数は僅かながら増加傾向にある。
| 年度   | 1日平均 乗車人員 |
| ------ | ---------------- |
| 1998年 | 136              |
| 1999年 | 146              |
| 2000年 | 160              |
| 2001年 | 166              |
| 2002年 | 161              |
| 2003年 | 156              |
| 2004年 | 156              |
| 2005年 | 140              |
| 2006年 | 140              |
| 2007年 | 134              |
| 2008年 | 149              |
| 2009年 | 161              |
| 2010年 | 169              |
| 2011年 | 181              |
| 2012年 | 179              |
| 2013年 | 207              |
| 2014年 | 207              |
| 2015年 | 223              |
| 2016年 | 214              |
| 2017年 | 219              |
| 2018年 | 211              |
| 2019年 | 197              |
| 2020年 | 165              |
| 2021年 | 165              |
| 2022年 | 154              |

## 駅周辺
広川町の中心部から2キロほど離れている。駅名に「ビーチ」と入っているが、海岸線からは1キロほど離れている。
- ばべ鼻
- 広川町立南広小学校
- 日本郵便 広川西広簡易郵便局
- 湯浅警察署上中野駐在所
- 西広海岸
- 樫長海岸
- 熊野古道
- 濱口梧陵の墓
- 中紀バス「広川ビーチ駅」停留所 -湯浅線

## 隣の駅
西日本旅客鉄道（JR西日本）
 きのくに線（紀勢本線）
■快速
通過
■普通（阪和線内で直通快速または紀州路快速となる列車を含む）
紀伊由良駅 - 広川ビーチ駅 - 湯浅駅